# Contact mortel
Pour plus de détails, voir Fiche technique et Distribution.
Contact mortel (Warning Sign) est un film de science-fiction américain racontant la contamination d'un laboratoire militaire secret par une virulente bactérie destinée à rendre les victimes folles à lier et à les transformer en tueurs. Le film a été réalisé par Hal Barwood et met en vedette Sam Waterston, Kathleen Quinlan, et Yaphet Kotto.

## Synopsis
Le film raconte l'apparition d'une virulente bactérie dans un laboratoire militaire secret opérant sous le couvert d'un fabricant de pesticides. Au cours de travaux de routine, un tube scellé est endommagé et l'arme secrète est libérée dans l'air. Lorsque les systèmes de détection biologiques détectent la présence de l'agent, les systèmes de fermeture de l'usine déclenchent la procédure d'étanchéité du laboratoire et tous les travailleurs à l'intérieur sont coupés du monde extérieur, tout en commençant à ressentir les effets mortels de la bactérie. Un shérif local du comté, dont la femme enceinte est coincée à l'intérieur, aidé d'un ancien employé alcoolique, doit se battre contre un organisme gouvernemental et les travailleurs touchés pour retrouver sa femme et mettre un terme à la propagation de l'arme mortelle.

## Fiche technique
- Titre : Contact mortel
- Titre original : Warning Sign
- Réalisateur : Hal Barwood
- Scénario : Hal Barwood et Matthew Robbins
- Producteur : Hal Barwood, Matthew Robbins et Jim Bloom
- Musique : Craig Safan
- Photographie : Dean Cundey
- Montage : Robert Lawrence
- Production : Hal Barwood et Jim Bloom
- Société de production : SLM Production Group et 20th Century Fox
- Distributeur : 20th Century Fox
- Pays :  États-Unis
- Langue : anglais
- Durée : 99 minutes
- Dates de sortie : 
  -  États-Unis : 23 août 1985
  -  France : 19 février 1986

## Distribution
- Sam Waterston : Cal Morse
- Kathleen Quinlan : Joanie Morse
- Yaphet Kotto : Major Connolly
- Jeffrey DeMunn : Dr. Dan Fairchild
- Richard Dysart : Dr. Nielsen
- G. W. Bailey : Tom Schmidt
- Jerry Hardin : Vic Flint
- Rick Rossovich : Bob
- Cynthia Carle : Dana
- Scott Paulin : Captain Walston
- Kavi Raz : Dr. Ramesh Kapoor
- Keith Szarabajka : Tippett